# Zygochloa
Zygochloa, monotpski rod trajnica iz porodice trava. Jedina vrsa je Z. paradoxa, australski endem iz Južne Australije, Queenslanda, Sjevernog teritorija i Novog Južnog Walesa.
Po životnom obliku je hemikriptofit ili rizomski geofit.

## Sinonimi
- Neurachne paradoxa R.Br. in C.Sturt, 1849.
- Panicum pseudoneurachne F.Muell., 1874.
- Spinifex paradoxus (R.Br.) Benth.,1877.